# أ. قاولد هاتش
أ. قاولد هاتش هو سياسي أمريكي، ولد في 31 مايو 1896، وتوفي في 8 ديسمبر 1970. نشط حزبياً في الحزب الجمهوري. وقد انتخب عضو جمعية ولاية نيويورك ‏.